# 고복리사지
고복리사지는 세종특별자치시 연서면 고복리에 있는 사지이다.